# 濛洲街道
濛洲街道是中华人民共和国浙江省丽水市庆元县下辖的一个街道办事处。
2011年，浙江省人民政府批复同意撤销松源镇、四山乡建制，其行政区域改由庆元县政府直辖。
2011年12月，丽水市人民政府批复同意在庆元县政府直辖区域设立濛洲、松源、屏都3个街道办事处。濛洲街道辖濛洲、玉田、同济、洋墩4个社区，上叶、大坂洋、后碓、洋心、道岗、下滩、西演、应岭尾、姚家、吴宅、大坑、大济、半湾、周墩、喜鹊、田墩、黄象、街尾、下庄亭、半岱、乌石岭、下坞、范源、星源、林后25个行政村，街道办公地点设在后田街1号（原松源镇政府办公楼）。

## 行政区划
濛洲街道下辖以下村级行政区划单位：
濛洲社区、玉田社区、同济社区、洋墩社区、街尾村、上叶村、姚家村、大坂垟村、吴宅村、后碓村、大坑村、黄象村、道岗村、半湾村、大济村、周墩村、洋心村、田墩村、西演村、应岭尾村、喜鹊村、下滩村、下坞村、半岱村、星源村、林后村、乌石岭村、范源村和下庄亭村。

## 中国传统村落
大济村获评“中国传统村落”。